# Yann Clerc
Pour les articles homonymes, voir Clerc.
Yann Clerc né le 27 décembre 1932 au Mans, est un journaliste français.
Il fut président du Syndicat national des journalistes (SNJ) avant de fonder le syndicat de journalistes de la Confédération générale des cadres (CGC), puis d’aider Robert Hersant à prendre la direction du Figaro.

## Biographie
Né le 27 décembre 1932 au Mans (Sarthe), Yann Clerc est le fils de Léon Clerc (1897-1981) et d'Annick Perret (1904-1995). Son père était cousin germain par alliance du contrôleur général des armées Pierre Vallerie (1903-1988). Il est donc un cousin issu de germain de l'écrivain Erwan Vallerie et un cousin issu de germain par alliance de l'architecte Pierre Lemoine.  
Élève de l'École des métiers de presse en 1950, Yann Clerc a fait l’essentiel de sa carrière au sein du quotidien Le Figaro. Élu président du Syndicat national des journalistes (SNJ) en 1964, il a été, en 1966 le premier président de l'Union nationale des syndicats de journalistes. Ensuite, lors des événements de mai 1968, il est l’un des deux journalistes membres du conseil d’administration de l'ORTF, avec Philippe Lamotte. Il a été accusé d’être à l’origine du licenciement de journalistes de l’ORTF et plusieurs adhérents du syndicat, dont Alain Lebaube, font circuler un texte contre lui, puis sont exclus. Ralph Messac, d’Europe 1, le remplace à la présidence du SNJ lors du congrès de Rouen, au début du mois de mai 1968. Devant le conseil d’administration de l'ORTF, Yann Clerc se fait prudent: il parle de problèmes sociaux pour les professionnels licenciés et s’étonne que des journalistes écartés soient remplacés par des non professionnels. 
En 1972, il fonde le syndicat de journalistes de la Confédération générale des cadres (CGC), avec son confrère du Figaro, Jean-Claude Valla. Lors des émissions de télévision officielles de la campagne présidentielle 1974, il est un conseiller discret de Jean-Marie Le Pen. 
Devenu secrétaire général du Figaro, il aide Robert Hersant à éliminer toute opposition des journalistes après sa prise de pouvoir en 1976, avec la complicité du directeur de la rédaction Jean d'Ormesson. Préoccupé par la succession de Jean d'Ormesson, Yann Clerc recherche une personnalité politiquement fiable à suggérer à Robert Hersant. Jean-Claude Valla, qui l’avait aidé lors de la fondation du Syndicat des journalistes CGC, lui parle de Louis Pauwels. C'est le départ d'un projet consistant à doter Le Figaro d'un supplément culturel du dimanche, qui deviendra Le Figaro Magazine. Il quitte Le Figaro en octobre 1980, alors qu'il est encore directeur-délégué et membre du directoire, puis devient grand reporter de l'hebdomadaire Valeurs actuelles, puis rédacteur en chef de son service politique. 
Lorsque Paul Marchelli quitte la tête de la CGC en 1993, deux candidats briguent sa succession : Yann Clerc, toujours président des journalistes CGC, et Marc Vilbenoît, secrétaire général de la compagnie d'assurances Le Gan-Vie, qui sera élu. Yann Clerc, devient lui vice-président de la confédération.
Également vice-président de l'Association pour défendre la mémoire du maréchal Pétain (ADMP), fondée en 1951, Yann Clerc est membre du "comité de parrainage de l’hommage à Jeanne d'Arc". Sa candidature aux législatives de 1986 a été soutenue par le Front national.